# Jack Goldstein
Jack Goldstein (* 27. September 1945 in Montreal, Kanada; † 14. März 2003 in San Bernardino, Kalifornien) war ein amerikanischer Konzept- und Performancekünstler. Er lebte und arbeitete in Kalifornien und New York.

## Leben und Werk
Goldstein wuchs in schwierigen Verhältnissen in Kanada auf. Er erhielt seine Ausbildung zuerst am Chouinard Art Institute in Los Angeles. Anschließend studierte er am neu eröffneten California Institute of the Arts in Valencia und schrieb sich dort bei John Baldessari und seinem „Post-studio arts“ ein. 1972 machte er mit dem Master of Fine Arts (M.F.A.) seinen akademischen Abschluss.
Ursprünglich vom Minimalismus herkommend, entwickelte er in den 1970er-Jahren seine Performance-Kunst – Experimentalfilme und Audioproduktionen. Im steten örtlichen Wechsel zwischen Los Angeles und New York wurde er zum Mittelpunkt der so genannten Pictures Group. 1976 entstanden die ersten „Schallplatten“, die Goldstein sowohl als traditionelle Kunstobjekte wie auch als Tonträger einsetzte. Die erste Arbeit A Suite of Nine 7-inch Records bestand aus neun farbig gestalteten Vinyl-Schallplatten, das mit Tonmaterial aus kommerziellen Archiven bespielt war. 1978 drehte er seinen aus kurzen Sequenzen bestehenden, 16 mm Farb-Stummfilm „The Jump“. 1977 nahm Goldstein an der von dem Kunsttheoretiker Douglas Crimp im New Yorker Artists Space veranstalteten Ausstellung „Pictures“ teil. Mit seinen Kollegen Sherrie Levine und Roberto Longo setzte er sich hier sowohl von der Pop Art als auch vom Minimalismus ab, sie galten als Vertreter einen neuen Künstlergeneration.
Diese Künstlergruppe, unter ihnen neben Goldstein z. B. Robert Longo, Troy Brauntuch und Phillip Smith, trug maßgeblich zum folgenden Boom der 1980er Jahre bei. Goldstein selbst verlegte sich aber bald auf das Anfertigen von Gemälden und wurde für seine salon paintings bekannt. Er ließ sie zum Großteil von handwerklich geschulten Assistenten ausführen. Seine Gemälde, die darauf aus waren, den „sensationellen Augenblick“ festzuhalten, basierten alle auf bereits vorhandenen Fotografien natürlicher Phänomene, Kriegsbilder, Naturkatastrophen oder astronomische Aufnahmen. Für die Gruppe um Goldstein verbreitete sich in New York der Name CalArtsMafia, in Anlehnung an ihre alte gemeinsame Schule, das California Institute of the Arts. Die Künstler halfen sich, den „Fuss in die Türen von Galerien zu bekommen“.
Goldstein verließ New York in den frühen 1990er Jahren und ging nach Kalifornien zurück, wo er die weiteren Jahre in relativer Isolation verbrachte. Zuvor hatte er eine kurze Zeit in Chicago auf einer Farm gelebt und zwei Monate zwangsweise in einer psychiatrischen Anstalt verbringen müssen. Dort wurde auch eine Borderline-Störung diagnostiziert. In den letzten Jahren befasste sich Goldstein verstärkt mit Textarbeiten.
Elf Tage nach Vollendung seiner Autobiographie nahm er sich in einem Apartment in San Bernardino das Leben.
Goldstein war 1982 mit Filmen und Gemälden auf der von Rudi Fuchs organisierten Documenta 7 in Kassel vertreten. Seinen aphoristischen Katalogbeitrag begann er mit dem Satz „Media is sensational“. Auf der Documenta 8 1987 waren in der Audiothek als „Akustische Poesie“ Tonbeispiele von ihm zu hören.

## Ausstellungen
- 1985: Kunstverein Ingolstadt
- 2002: Le Magasin, Centre National d’Art Contemporain, Grenoble, Frankreich
- 2002: Jack Goldstein, Kunstverein in Hamburg
- 2006: Los Angeles 1955-1985, Centre Georges Pompidou, Paris
- 2009: Jack Goldstein, Museum für Moderne Kunst (MMK), Frankfurt am Main[3]

## Autobiographie
- Richard Hertz, Jack Goldstein, Jack Goldstein and the CalArts Mafia, Minneola Press, 2003, ISBN 0-9640165-4-0